# Maximí II Smassmann
Maximí II Smassmann o Schassmann II fou germà de Guillem I de Rappolstein el Gran.
Guerrer tan intrèpid com fervent cristià, va començar per ser camarlenc de Carles el Temerari, que va combatre més tard aportant 500 cavalls al duc Renat II de Lorena i es va assenyalar a la jornada de Nancy el 1477. Digne descendent del seu ancestre croat de Damiata Egeneolf II, van fer viatges de devoció a Santiago de Compostela i a Roma, i va decidir el 1483, de visitar igualment Terra Santa i d'anar a la tomba del Crist. Enric de Schauenbourg i Gaspar Zorn de Bulach es van associar al seu propòsit. Diversos nobles personatges, tant laics com eclesiàstics d'Alemanya, van voler també compartir els seus perills i les seves emocions. Entre aquestos es trobaven Bernhard Von Breydenbach degà del capítol de Magúncia que, després de la tornada dels pelegrins el 1486 va publicar la relació del viatge sota el títol de: Bernardi de Breitenbach decani i camerarit Moguntini, itinerarium in Terram Sanctam ad vicendum Christi sepulchrum net in montem Sinaï ad divam virginem i martirem Katharinam, i el cèlebre gravador Erhard Reuwich d'Utrecht, que va fer dibuixos i plànols dels sants llocs. Aquesta relació va ser traduïda en diverses llengües; en va aparèixer una edició francesa a Lió el 1488, enriquida de les obres de Reuwich gravades sobre acer.
Els viatgers van concertar la trobada a Venècia des d'on es van embarcar l'1 de juny de 1483. Després d'haver recorregut tota la Judea, el Mont Sinaí i una part d'Egipte, es van separar de nou a Venècia el 8 de gener de 1484. Maximí va tornar feliçment als seus dominis, ric de records del seu pelegrinatge. Per perpetuar-los, va resoldre reproduir-los a Dusenbach, on la localitat es prestava d'altra banda tan bé als seus projectes. Després de l'acabament dels treballs, Dusenbach va ser cada vegada més visitat pels pietosos fidels. Maximí va constituir ingressos considerables a les diferents capelles i els va fer administrar per dos sacerdots residents, als quals va assignar dos germans assistents. Després d'haver governat la senyoria de Ribeaupierre durant deu anys després del seu germà Guillem I de Rappolstein, va morir d'hemorroides el 31 d'agost de 1517, amb 80 anys, sense posteritat, no havent-se casat mai.